# 400. pr. Kr.
◄ | 5. stoljeće pr. Kr. | 4. stoljeće pr. Kr. | 3. stoljeće pr. Kr. | ►
◄ | 430-ih pr. Kr. | 420-ih pr. Kr. | 410-ih pr. Kr. | 400-ih pr. Kr. | 390-ih pr. Kr. | 380-ih pr. Kr. | 370-ih pr. Kr. | ►
◄◄ | ◄ | 403. pr. Kr. | 402. pr. Kr. | 401. pr. Kr. | 400 pr. Kr. | 399. pr. Kr. | 398. pr. Kr. | 397. pr. Kr. | ► | ►►
Astronomija

## Događaji
- oko 400. pr. Kr. Demokrit iz Abdere uvodi naziv atomos – nedjeljiv

## Rođenja
- Efor iz Kime, starogrčki povjesničar († oko 340. pr. Kr.)[1]